# Lucian Boia
Lucian Boia (1 de febrero de 1944 en Bucarest) es un historiador rumano.

## Premios
- 2018 – Orden del Mérito de la República Federal de Alemania con rango de caballero.[1]
- 2020 – Cruz de Caballero de la Orden del Mérito de la República de Hungría.[1]

## Obras
- Eugen Brote: (1850-1912) Litera, 1974
- Relationships between Romanians, Czechs and Slovaks: (1848-1914), translated by Sanda Mihailescu, Editura Academiei Republicii Socialiste România, 1977
- L'exploration imaginaire de l'espace, La Découverte, 1987 ISBN, 2707117269
- La fin du monde, La Découverte, 1989
  - Sfîrşit, translated by Walter Fotescu, Humanitas, 1999
- Great Historians from Antiquity to 1800: An International Dictionary (editor-in-chief), Greenwood Press, 1989 ISBN 0-313-24517-7
- Great Historians of the Modern Age: An International Dictionary (editor-in-chief), Greenwood Press, 1991
- Mituri istorice româneşti, Editura Universităţii Bucureşti, 1995
- Entre l'ange et la bete: le mythe de l'homme different de l'Antiquite a nos jours, Plon, Paris, 1995
  - Între înger şi fiară: mitul omului diferit din Antichitate pînă astăzi, translated by Brînduşa Prelipceanu and Lucian Boia, Humanitas, 2004
  - Entre El Angel y La Bestia, Andres Bello, 1997, ISBN 84-89691-08-8
- Miturile comunismului românesc, Editura Universităţii din Bucureşti, 1995, 1997; Nemira 1998
- Istorie şi mit în conştiinţa românească, Humanitas, 1997, 2000, 2002
  - Történelem és mítosz a román köztudatban, translated by András János, Kriterion, Bukarest/Kolozsvár, 1999
- Pour une histoire de l'imaginaire, Les Belles Lettres, Paris, 1998
  - Pentru o istorie a imaginarului, translated by Tatiana Mochi, Humanitas, 2000, 2006
- Jocul cu trecutul: istoria între adevăr şi ficţiune, Humanitas, 1998, 2002
- Două secole de mitologie naţională, Humanitas, 1999, 2002, 2005
- La Mythologie scientifique du communisme, Belles Lettres, 2000
  - Mitologia ştiinţifică a comunismului, Humanitas, 1999, 2005
- România, ţară de frontieră a Europei Humanitas, 2002, 2005
  - Romania: borderland of Europe, translated by James Christian Brown; Reaktion Books, London, 2001
  - La Roumanie: un pays a la frontière de l'Europe, translated by Laurent Rossion, Les Belles Lettres, Paris, 2003
  - Rumunsko — krajina na hranici Európy, translated into Slovak by Hildegard Bunčáková, Kalligram, Bratislava, 2012
- Le mythe de la démocratie, Les Belles Lettres, Paris, 2002
  - Mitul Democraţiei, Humanitas, 2003
- Quand les centenaires seront jeunes : L'imaginaire de la longétivité de l'Antiquité à nos jours, Les Belles Lettres, Paris, 2006
  - Mitul longevităţii: cum să trăim două sute de ani, translated by Walter Fotescu, Humanitas, 1999
  - Forever Young: A Cultural History of Longevity, translated by Trista Selous, Hushion House, 2004
- Jules Verne: Les paradoxes d'un mythe, Les Belles Lettres, Paris, 2005
  - Jules Verne: paradoxurile unui mit, Humanitas, 2005
- L'homme face au climat: l'imaginaire de la pluie et du beau temps, Les Belles Lettres, Paris, 2004
  - Omul şi clima: teorii, scenarii, psihoze, translated by Valentina Nicolaie, Humanitas, 2005
  - The Weather in the Imagination, Reaktion Books, 2005
- De ce este Romania altfel?, Humanitas, 2012 ISBN 9735038382
  - Miért más Románia?, translated by István Rostás-Péter, Koinónia, Kolozsvár, 2013
- Cum s-a românizat România, Humanitas, 2015